# Tages
Tages (Tarchies) este un zeu htonic și sapiențial etrusc, având și atribute mesianice.
Tages este reprezentat cu aspect de copil și înțelepciune de bătrân. Mitul spune că un țăran etrusc, arându-și ogorul, a asistat la apariția lui Tages de sub o brazdă; strigând speriat și adunând o mare mulțime de oameni din Etruria, a devenit, împreună cu compatrioții săi, beneficiarul revelației. Tages le-a dictat știința auspiciilor (divinația după ficatul animalelor sacrificate) și i-a învățat să clădească orașe. Știința comunicată de Tages a fost înscrisă în cărțile numite de romani Libri haruspicini; apoi zeul a dispărut sub pământ.
Pe ogorul țăranului, numit Tarchon, s-a construit primul oraș etrusc: Tarquinia. În mormintele orașului arheologii au găsit lespezi pe care sunt gravate elementele mitului: un cap infantil ieșit din pământ și înconjurat de preoți cu tăblițe scrise în mâini, iar în fața capului un grup de țărani gata să primească tăblițele.